# Armoriale delle famiglie italiane (Fo)
Questo è l'armoriale delle famiglie italiane il cui cognome inizia con le lettere Fo.

## Armi

### Foa
| Stemma | Casato e blasonatura |
| ------ | --- |
|        | Foassa o Fogazza o Fougasse (Chieri, Avignone) Di rosso, al capo d'argento, carico di tre rose di rosso, ordinate in fascia (citato in (11)) |

### Foc
| Stemma | Casato e blasonatura |
| ------ | --- |
|        | Focardi (Firenze, Avignone) D'azzurro, braciere tripode d'oro con tre fiamme di rosso motto Focum ardeat semper bonum                                                                                                  |
|        | Focardi o Foucard (Nizza, Piemonte) Titolo: conti di Roccasparvera e Le Castelet D'azzurro, alla fenice d'argento, sulla sua immortalità di rosso, sormontata da tre stelle d'oro, ordinate in fascia (citato in (11)) |
|        | Fochi (Moncalvo) D'oro, a tre fiamme di rosso, male ordinate (citato in (11)) |

### Fod
| Stemma | Casato e blasonatura |
| ------ | --- |
|        | Fodri (Cremona) inquartato d'argento e di porpora; ciascun quarto caricato di un giglio dell'uno nell'altro (citato in BLCR) Immagine in Blasonario Cremonese (archiviato dall'url originale il 22 aprile 2017). |

### Fog
| Stemma | Casato e blasonatura |
| ------ | --- |
|        | Fogaccia (Clusone (Bergamo), Roma) troncato: nel 1º d'oro a tre gigli d'azzurro ordinati in fascia; nel 2º di verde alla focaccia di oro; colla fascia scaccata di argento e di azzurro di sei pezzi, attraversante sulla troncatura (citato in (4) – Vol. III pag. 205) fascia scaccata di argento e di azzurro di una sola fila su troncato di oro e di verde - 3 gigli di azzurro posti in fascia su oro - focaccia di oro su verde (citato in LEOM) Motto: Nu matarme ni spautarme |
|        | Foggi (Pisa) partito: nel 1º d'azzurro al liocorno d'argento inalberato e rivoltato; nel 2º d'argento a tre dardi, in sbarra l'uno su l'altro, con la punta d'azzurro in alto, fustati d'oro e impennati di rosso, accompagnati da una fascia abbassata, scorciata, composta di tre file di quattro plinti d'oro e di rosso, alternando ogni fila, i plinti pendenti in sbarra e le giunture di ogni fila superiore rispondenti alla metà dei primi tre plinti dell'inferiore; al palo d'oro sulla partizione (citato in (4) – Vol. III pag. 206) palo di oro su partito di azzurro e di argento - liocorno rampante rivolto di argento su azzurro - 3 frecce punte in alto poste un sull'altra in sbarra di azzurro impennate di rosso su argento in alto - fascia scorciata abbassata composta di 3 file losangata in sbarra di oro e di rosso su argento in basso (citato in LEOM) alias Partito: nel 1º d'azzurro, al liocorno inalberato rivolto d'argento; nel 2º d'argento, alla fascia scorciata, losangata in sbarra, d'oro e di rosso, sormontata da tre frecce d'acciaio, astate d'oro e impennate di rosso, poste in sbarra e ordinate in palo; con il palo diminuito d'oro passato sulla partizione (citato in (9)) |
|        | Foggi o Borghi o Foggi del Lion Bianco o Borghi del Lion Bianco (Toscana) (DE) n Blau 1 liegender goldener Halbmond zwischen 2 achtstrahligen goldenen Sternen pfahlweise (citato in (20)) |
|        | Foggi Borghi (Firenze) D'azzurro, al crescente montante d'oro, posto fra due stelle a sei punte dello stesso, una in capo e l'altra in punta alias Partito: nel 1º d'azzurro, alla pantera rampante al naturale sormontata da tre gigli di rosso ordinati fra i quattro pendenti di un lambello dello stesso; nel 2º d'azzurro, al crescente montante d'oro, posto fra due stelle a sei punte dello stesso, una in capo e l'altra in punta (citato in (9)) |
|        | Foggini (Firenze) D'azzurro, al palo d'argento alias D'argento, all'albero sradicato di verde, sinistrato da un cervo saliente di... (citato in (9)) |
|        | Fogli (Comacchio, Bologna) di rosso al leone d'oro tenente un libro aperto d'argento, accompagnato in capo da tre gigli fra quattro pendenti di un lambello, il tutto d'oro (citato in (4) – Vol. III pag. 206) leone rampante di oro tenente tra le anteriori un libro aperto di argento su rosso sormontato da - 3 gigli di oro tra le 4 gocce di un lambello dello stesso su rosso (citato in LEOM) |
|        | Foglia (Napoli, Marcianise) Titolo: barone d'azzurro al pino verde, sinistrato da un leone d'oro, rampante al tronco, ed accompagnato nel capo da tre stelle d'argento (citato in (14)) Motto: Che per fredda stagion foglia non perde Notizie storiche in Nobili napoletani. |
|        | Fogliachi o Fogliaco (Cherasco) D'azzurro, a due rami di palma, di verde, decussati, accompagnati da tre stelle d'oro, 2, 1, e sormontate in capo da una mezzaluna crescente, d'argento (citato in (11)) |
|        | Fogliani d'argento al tralcio di vite al naturale, posto in palo e terminato in punta da un rastrello a cinque denti: su tutto sette rombi di nero, accostati in banda (citato in (4) – Vol. II pag. 425) |
|        | Fogliani (Modena, Reggio) (la blasonatura non è stata ancora caricata) (citato in DAlena) |
|        | Fogliani o Fogliani Sforza o Sforza Fogliani (Reggio Emilia, Piacenza) Titolo: signori di Viguzzolo D'oro, a tredici losanghe di nero, accollate in banda, accostate da due tralci di vite, al naturale alias Inquartato, nel 1° d'oro, a quattro pali di rosso; nel 2° d'azzurro, a tre fasce ondate, d'oro; nel 3° d'argento, a due rami di vite, di verde, curvati e con le punte decussate; nel 4° di rosso, a due spade d'argento, decussate, le punte all'insù; sul tutto d'oro, all'aquila di nero, coronata del campo (citato in (11)) |
|        | Foglietta (Trapani) d'oro alla quercia nutrita piantata sulla pianura erbosa, il tutto al naturale (citato in (4) – Vol. III pag. 206) albero di quercia nodrito su terrazzo tutto al naturale su oro (citato in LEOM) |
|        | Foglietti d'oro allo stelo fogliato di sei pezzi disposti in due trifogli, col capo di nero (citato in (4) – Vol. II pag. 94) |
|        | Fogolari (Rovereto, Venezia, Trento) Titolo: Nobile del S. R. I. col predicato di Toldo inquartato: nel 1º e 4º d'azzurro a due stelle (6) d'oro, sormontate da un sole radioso dello stesso; nel 2º e 3º di argento, alla fascia d'azzurro (citato in (4) – Vol. III pag. 207) 2 stelle (6 raggi) di oro poste in fascia su azzurro sormontate da - sole raggiante di oro in alto su azzurro - fascia di azzurro su argento (citato in LEOM) Cimiero: una torre al naturale, merlata di tre, sostenente un sole radioso d'oro |

### Foi
| Stemma | Casato e blasonatura |
| ------ | --- |
|        | Fois (Sardegna) (la blasonatura non è ancora caricata) |
|        | Fois o Foys (Bortigali, Sassari, Bosa, Alghero, Roma) partito: a destra d'oro all'albero, al naturale, al cui tronco è appoggiato un toro di rosso voltato a sinistra, con al collo una sonagliera, sulla campagna di verde: a sinistra di azzurro con una torre sopra uno scoglio, alla cui sommità sono due ali distese, il tutto al naturale (citato in (4) – Vol. III pag. 207 e in DAlena) toro passante rivolto di rosso con al collo una sonagliera di oro su terrazzo di verde traversante - albero al naturale su oro - torre uscente da uno scoglio uscente dalla punta tutto al naturale cimata da una - coppia di ali spiegate (volo) tutto al naturale su azzurro (citato in LEOM) Motto: Bonorum operum gloriosus est fructus |

### Fol
| Stemma | Casato e blasonatura |
| ------ | --- |
|        | Folcardini (Firenze) Di rosso, a due bande di nero, bordate d'argento (citato in (9)) |
|        | Folcherio o Fulcheri o Folchieri (Sospello) Titolo: consignori di Castelnuovo D'azzurro, al leone d'oro, sostenuto dalla campagna d'argento, fissante tre raggi d'oro, uscenti dall'angolo destro del capo alias D'azzurro, al leone d'oro, rampante sopra una zolla, al naturale, rivolto verso tre folgori al naturale, uscenti dall'angolo destro del capo (citato in (11)) |
|        | Folchetti (Firenze) D'azzurro, al leone vaiato di rosso e d'argento (citato in (9)) |
|        | Folchi (Roma) di azzurro alla folaga di nero adagiata sull'acqua sormontata da una stella di oro (6) (citato in (4) – Vol. III pag. 208) folaga (uccello) di nero natante su fiume al naturale su azzurro - stella (6 raggi) di oro in alto su azzurro (citato in LEOM) |
|        | Folchi Vescovo Guglielmo (Roma) troncato: al 1º d'argento alla folaga al naturale; al 2º a cinque punti di azzurro equipollenti a quattro di argento (citato in (4) – Vol. III pag. 208) folaga (uccello) al naturale natante su fiume dello stesso su argento - saccato di azzurro e di argento (9 pezzi) (citato in LEOM) Moto: Impavidum ferient |
|        | Folchi (Firenze) Troncato: nel 1º d'oro, all'aquila nascente di nero; nel 2º scaccato di nero e d'argento; con la fascia diminuita di rosso passata sulla troncatura alias Troncato: nel 1º d'oro, al grifone nascente di nero; nel 2º scaccato di nero e d'argento; con la fascia diminuita di rosso passata sulla troncatura alias Troncato: nel 1º d'oro, all'aquila nascente di nero; nel 2º scaccato di nero e d'argento alias Troncato: nel 1º d'oro, al grifone nascente di nero; nel 2º scaccato di nero e d'argento alias Troncato: nel 1º d'azzurro, all'aquila nascente d'argento; nel 2º scaccato d'azzurro e d'argento; con la fascia diminuita di rosso passata sulla troncatura (citato in (9)) |
|        | Folchi (Firenze) D'azzurro, al destrocherio di carnagione, vestito di rosso, tenente un boccale d'oro versante acqua su una fiamma di rosso, posta nel cantone destro della punta (citato in (9)) |
|        | Folchi (Firenze) D'azzurro, al leone d'oro tenente in palo un guidone o bandiera d'argento, sventolante a sinistra e caricato di una croce patente di rosso (citato in (9)) |
|        | Folco (Padova) Titolo: Nobile di azzurro alla fascia d'oro, carica di tre rose di rosso, accompagnata in punta da uno scaglione d'argento, accompagnato da tre stelle d'oro (citato in (4) – Vol. III pag. 208) 3 rose di rosso su fascia di oro su azzurro - scaglione di argento su azzurro accompagnato da - 3 stelle (5 raggi) di oro poste 2,1 in basso su azzurro (citato in LEOM) |
|        | Folco o Folchi o De Fulchis o Drugalles Foulc (Margarita, Torino) Titolo: nobile D'azzurro, a tre falchi al naturale, 2, 1, feriti da una freccia d'oro (citato in (11)) d'azzurro, a tre falchetti al naturale feriti da una freccia d'oro e disposti due e uno (citato in (19)) Motto: Deus veh! Dederit Veh! Signum veh! |
|        | Folco Zambelli (Vicenza, S, Donà) Titolo: Nobile troncato di Folco che è: di azzurro alla fascia d'oro, carica di tre rose di rosso, accompagnata in punta da uno scaglione d'argento, accompagnato da tre stelle d'oro; e di Zambelli che è: d'azzurro alla fascia di rosso, accompagnata in capo da un busto d'uomo posto in maestà, di carnagione, vestito di rosso, nascente dalla fascia, tenente con le mani alte due gigli d'argento, in punta da un giglio dello stesso (citato in (4) – Vol. III pag. 209) troncato di azzurro su azzurro - 3 rose di rosso su fascia di oro su azzurro - scaglione di argento su azzurro accompagnato da - 3 stelle (5 raggi) di oro poste 2,1 in basso su azzurro tutto sulla prima troncatura - fascia di rosso su azzurro - busto di uomo in maestà vestito di rosso uscente dalla fascia afferrante con le due mani di carnagione 2 gigli di argento - giglio di argento su azzurro in basso tutto sulla seconda troncatura (citato in LEOM) |
|        | Foldon (Chambave) Di rosso, alla stella d'oro (citato in (11)) |
|        | Folegatti (Cesena) (la blasonatura non è stata ancora caricata) (citato in BLCW) Immagine in Blasone Cesenate. |
|        | Folesi (Toscana) (DE) In Blau 1 roter Balken, begleitet oben von 1 goldenen Lilie, unten von 4 schwarzen Majuskelbuchstaben C, E, A und I, 1:3 gestellt (citato in (20)) |
|        | Folgori (Napoli) troncato: nel 1º d'azzurro con tre stelle di oro; nel 2º d'argento a tre fulmini moventi da una nube al naturale (citato in (4) – Vol. III pag. 209) 3 stelle (5 raggi) di oro poste in fascia su azzurro - 3 fulmini moventi da una nube in alto tutto al naturale su argento (citato in LEOM) |
|        | Folicaldi (Bagnacavallo) d'azzurro alla fascia di rosso, sormontata da tre gigli d'oro, e sotto da una folaga al naturale nuotante in acqua palustre (citato in (4) – Vol. III pag. 210) fascia di rosso su azzurro - 3 gigli di oro posti in fascia in alto su azzurro - folaga (uccello) al naturale nuotante in acqua palustre uscente dalla punta al naturale su azzurro (citato in LEOM) |
|        | Magistrato Comunale di Foligno (Foligno, Gualdo Cattaneo) Titolo: Signore di Gualdo Cattaneo di rosso al giglio fiorentino argenteo, Quartier franco d'argento alla croce patente di rosso (citato in (4) – Vol. III pag. 211) giglio di argento in basso a destra su rosso - croce patente di rosso su quartier franco di argento in alto a sinistra su rosso (citato in LEOM) |
|        | Folles (Cesena) (la blasonatura non è stata ancora caricata) (citato in BLCW) Immagine in Blasone Cesenate. |
|        | Follesi (Firenze) D'azzurro, alla fascia di rosso, caricata di tre ghirlande di verde, e accompagnata nel capo da un giglio d'oro, e in punta da un cervo al naturale coricato sulla campagna di verde alias Di rosso, alla fascia d'argento caricata di tre ghirlande di verde e sormontata da tre gigli d'oro ordinati in fascia (citato in (9)) |
|        | Folli (Pistoia) Gheronato di sei pezzi d'oro, di verde e d'azzurro, i due punti d'azzurro caricati ciascuno di due gigli d'oro, ordinati l'uno sull'altro (citato in (9)) |
|        | Folliero e Folliero de Luna (Napoli, Ferrara, Sanseverino) Titolo: nobili di rosso al leone rampante d'oro (citato in (12)) |
|        | Follini (Firenze) D'argento, a quattro foglie di vite al naturale, 2.2, e alla stella a otto punte d'oro posta in cuore (citato in (9)) |
|        | Folperti (Milano) 3 gigli di rosso alternati a 3 rose dello stesso poste in orlo su oro (citato in LEOM) |

### Fon
| Stemma | Casato e blasonatura |
| ------ | --- |
|        | Fondanisi (Venezia) (FR) Coupé, au 1, d'or, au chevron d'azur, au 2, d'argent, à un annelet de gueules. (citato in JB Rietstap (archiviato dall'url originale l'8 luglio 2015).) |
|        | Fondati (Firenze) D'azzurro, alla banda di rosso accompagnata nel cantone sinistro del capo da un crescente volto d'argento, e nel cantone destro della punta da un'ancora dello stesso (citato in (9)) |
|        | Fondi (Pistoia) Trinciato d'argento e di nero, all'albero sradicato attraversante di verde, sormontato da una crocetta di rosso (citato in (9)) |
|        | Fondi (Siena) D'azzurro, al toro furioso d'oro (citato in (9)) |
|        | Fondora (Lucca) di azzurro alla fascia d'oro (citato in (4) – Vol. III pag. 212) D'azzurro, alla fascia d'oro (citato in (9)) fascia di oro su azzurro (citato in LEOM) |
|        | Fondulo (Cremona) Titolo: marchesi di Castelleone, conti di Soncino di rosso, al leone d'argento impugnante con la branca anteriore destra una spada dello stesso, guarnita d'oro, in sbarra (citato in BLCR) Immagine in Blasonario Cremonese (archiviato dall'url originale il 22 aprile 2017). |
|        | Fongarini (Bologna) 3 funghi di rosso il centrale più alto su terrazzo di verde uscente dalla punta su azzurro - 3 stelle (5 raggi) poste 1,2 di oro in alto - gruppo di raggi uscenti dal canton destro del capo di oro su azzurro (citato in LEOM) |
|        | Fongeroux de Soyres (Francia) di argento alla fenice di nero sulla sua immortalità di rosso, accompagnata in capo dal sole e da una stella dello stesso (citato in (4) – Vol. III pag. 213) fenice di nero sulla sua immortalità di rosso su argento - sole di rosso in alto a sinistra - stella (5 raggi) di rosso in alto a destra su argento (citato in LEOM) |
|        | Fonseca o Fonsecha (Venezia) (FR) D'or, à cinq étoiles (6) de gueules. (citato in JB Rietstap (archiviato dall'url originale l'8 luglio 2015).) |
|        | Fontana (Gorgonzola) leone coronato di oro passante sulla troncatura su azzurro - stella (8 raggi) di oro in alto a destra su azzurro - fontana di argento uscente dalla punta su rosso (citato in LEOM) |
|        | Fontana (Milano) d'oro al capriolo di nero (citato in (4) – Vol. III pag. 213) scaglione di nero su oro (citato in LEOM) |
|        | Fontana (Modena) d'azzurro, alla fontana monumentale di due palchi, zampillante, al naturale e movente dalla pianura pure al naturale (citato in (4) – Vol. III pag. 214) fontana a 2 palchi e una vasca al naturale movente da terrazzo dello stesso su azzurro (citato in LEOM) |
|        | Fontana (Modena) d'argento alla fontana di rosso zampillante d'argento (citato in (4) – Vol. III pag. 215) fontana a 2 vasche di rosso zampillante di argento su argento (citato in LEOM) alias inquartato: nel 1º e 4º d'argento ala fontana di rosso zampillante d'argento; nel 2º e 3º d'azzurro ad un diamante in un anello d'oro. Sul tutto uno scudetto circolare di rosso, al crescente d'argento con le corna verso il capo luna montante di argento su disco (scudetto circolare) di rosso su - fontana a 2 vasche di rosso zampillante di argento su argento - anello di oro con diamante su azzurro (citato in LEOM) alias inquartato: nel 1º e 4º d'azzurro ala fontana di rosso zampillante d'argento; nel 2º e 3º d'argento ad un diamante in un anello d'oro. Sul tutto uno scudetto circolare di rosso, al crescente d'argento con le corna verso il capo |
|        | Fontana (Sassari) partito: al 1º di verde, alla fontana a due bacini, cadauna con due zampilli, di argento; al 2º di azzurro all'alveare d'argento, accompagnato da due api d'oro volanti verso gli angoli del capo (citato in (4) – Vol. III pag. 216) fontana a 2 palchi e una vasca uscente dalla punta tutto di argento su verde - arnia di argento aperta di nero uscente dalla punta su azzurro sormontata da - 2 api in volo poste in scaglione viste di dorso di oro su azzurro (citato in LEOM) |
|        | Fontana (Venezia, Padova, Trieste) Titolo: Nobile di azzurro alla fontana d'argento, formata di due soglie ed una conca, sostenute da due leoncini coronati d'oro, affrontati e tenenti colle zampe anteriori rispettivamente sinistra e destra una testa umana di carnagione, recisa, coronata di oro, il tutto sormontato nel punto del capo da un'aquila al naturale, bicipite coronata d'oro sulle due teste, col volo abbassato (citato in (4) – Vol. III pag. 216) fonte di argento affiancata da - 2 leoni controrampanti coronati di oro tenenti con le zampe anteriori 2 teste umane affrontate di profilo al naturale coronate di oro su azzurro - aquila bicipite al naturale coronata di oro su ambo le teste con le ali abbassate (volo) su azzurro (citato in LEOM) |
|        | Fontana (Vicenza) Titolo: Nobile di nero alla fontana di oro, zampillante d'argento, fondata sulla campagna, di verde, cucita (citato in (4) – Vol. III pag. 217) fontana di oro zampillante di argento su terrazzo di verde su nero (citato in LEOM) |
|        | Fontana (Venezia) Titolo: Nobile di rosso alla banda d'argento (citato in (4) – Vol. III pag. 217) banda di argento su rosso (citato in LEOM) |
|        | Fontana (Arezzo) D'azzurro, alla fontana zampillante, con un bacino con base di marmo formata da due delfini con le code in alto; il tutto al naturale e accompagnato da tre stelle a otto punte d'oro, ordinate in capo (citato in (9)) |
|        | Fontana (Catanzaro) D'azzurro alla fontana zampillante d'argento. Il capo dell'impero (citato in DAlena e in BLCL) |
|        | Fontana (Mondovì) Titolo: marchesi di Cravanzana; conti di Monastero; consignori di Torre Uzzone D'azzurro allo scaglione d'oro, caricato di tre rose di rosso, sormontate da un giglio d'oro, e accompagnate in punta da un monte di tre vette, di verde, con una fontana d'argento, sgorgante a mezza costa (citato in (11)) |
|        | Fontana (Santhià) Titolo: signori di Candelo, Magnano D'azzurro, alla croce d'oro, trifogliata (citato in (11)) |
|        | Fontana (Moncalieri) Di rosso, alla fontana d'oro, zampillante d'argento, sostenuta da due leoncini dello stesso, affrontati Motto: Virtute (citato in (11)) |
|        | Fontana (Biella ?, Torino) Troncato di rosso e d'azzurro, il 1° all'aquila d'oro, il 2° alla fontana d'argento, accompagnata da due conchiglie dello stesso, nei punti del capo Motto: Sic virtus per ardua transit (citato in (11)) |
|        | Fontana (Torino) Inquartato, al 1° e 4° d'azzurro, alla fontana d'oro, zampillante d'argento, al 2° e 3° troncato di rosso e d'azzurro, sopra a due stelle, sotto a due gigli, il tutto d'oro Motto: Tollit humilitas (citato in (11)) |
|        | Fontana Inquartato, d'azzurro, al fascio di spighe d'oro, legato d'argento, e d'azzurro, alla mazza d'oro, carica di un'aquila coronata, di nero Motto: In utroque vinces (citato in (11)) |
|        | Fontana (Molfetta) di rosso, alla fontana d'oro, saliente d'argento Motto: Non sine His (citato in ) |
|        | Fontana o La Fontana (Messina) Titolo: barone di Sacculmino d'azzurro, alla fonte d'argento, sormontata da un'oca volante dello stesso (citato in Mango) d'azzurro, con una fontana d'argento zampillante e scorrente con due zampilli dello stesso, sormontata da un'oca volante al naturale (citato in (17)) Corona di barone Notizie storiche in Famiglie nobili di Sicilia. |
|        | Fontana (Ferrara) (DE) Unter 1 goldenen Schildhaupt, darin 1 von 1 schwarzen Krone überhöhter schwarzer Adler, in Silber 1 silberner? Springbrunnen, 1 grünen Schildfuß besetzend (citato in (20)) |
|        | Fontana (Cesena) (la blasonatura non è stata ancora caricata) (citato in BLCW) Immagine in Blasone Cesenate. |
|        | Fontanella (Com, Torino, Vigone) Titolo: conti di Baldissero; consignori di Santena Fasciato d'argento e di nero Motto: Si te fata vocant (citato in (11)) |
|        | Fontanelli di rosso alla banda scaccata d'argento e di nero a tre file, accostata d quattro quadrifogli d'argento; alla croce bandata d'argento e di nero sulla inquartatura; e sul tutto dell'Impero, cioè d'oro all'aquila bicipite di nero, coronata all'imperiale, colla bordura composta d'argento e di nero (citato in (4) – Vol. III pag. 217) |
|        | Fontanelli (Roma, Bologna) inquartato: nel 1º e 4º di Francia, cioè di azzurro a tre gigli d'oro (2, 1). Nel 2º e 3º di Fontanelli, che è di rosso alla banda scaccata d'argento e di nero a tre file, accostata d quattro quadrifogli d'argento; alla croce bandata d'argento e di nero sulla inquartatura; e sul tutto dell'Impero, cioè d'oro all'aquila bicipite di nero, coronata all'imperiale, colla bordura composta d'argento e di nero (citato in (4) – Vol. III pag. 217) aquila bicipite di nero coronata di oro alla reale su scudetto ovale di oro con bordura composta di argento e di nero su - croce bandata di argento e di nero su inquartato di azzurro e di rosso - 3 gigli di oro posti 2,1 su azzurro - banda scaccata di argento e di nero (3file) su rosso - 4 quadrifogli posti in doppia banda di argento su rosso (citato in LEOM) alias di verde alla banda d'oro, cancellata di rosso (citato in (4) – Vol. III pag. 217) banda di oro cancellata di rosso su verde (citato in LEOM) Cimiero: un'aquila di nero, uscente, coronata Ornamenti: Corona ducale per speciale concessione Motto: Disce pati, vincere si vis |
|        | Fontanelli (Reggio Emilia, Modena) Titolo: marchesi di Fubine Inquartato, al 1° e 4° d'azzurro, a tre gigli d'oro, al 2° e 3° di rosso alla banda scaccata d'argento e d'azzurro, di due file, accostata da quattro rose, d'azzurro, sul tutto d'oro,,all'aquila bicipite spiegata, di nero, coronata del campo alias (la blasonatura non è stata ancora caricata) (citato in (11)) |
|        | Fontanetta o Infontanetta (Sciacca) (d'argento, a nove losanghe d'oro, poste 3, 3, 3) (citato in Mango) |
|        | Fontani (Firenze) D'azzurro, al tronco d'albero reciso e posto in palo al naturale, accompagnato ai due lati da due stelle a otto punte d'oro (citato in (9)) |
|        | Fontani (Firenze) Di..., alla fontana di due bacini di..., zampillante di... (citato in (9)) |
|        | Fontani (Firenze) Di ..., alla fontana di due bacini di ..., zampillante di ... (citato in (9)) |
|        | Fontani (Asolo) (la blasonatura non è stata ancora caricata) (citato in DAlena) |
|        | Fonte d'azzurro, alla fontana zampillante d'oro, con due zampilli dello stesso (citato in (5) – pag. 131) |
|        | Fonte (Sicilia) Titolo: barone di Ragalginegi, Cariato di verde,con un fonte d'oro zampillante d'argento, circondato da cigni al naturale (citato in (10 e in (17))) Corona di barone Notizie storiche in Famiglie nobili di Sicilia. |
|        | Fontebuoni (Fiesole) Troncato: nel 1º di cielo, alla fontana zampillante di due bacini, fondata sul terreno e accostata da due pini nodriti sullo stesso, il tutto al naturale; nel 2º d'azzurro, alla banda di rosso caricata di tre stelle a otto punte d'oro e accompagnata da due gigli dello stesso, 1.1 (citato in (9)) |
|        | Fontebuoni (Firenze) Troncato: nel 1º d'azzurro, alla fontana zampillante di due bacini accompagnata ai lati da due alberi, il tutto al naturale; nel 2º d'oro, alla banda di rosso caricata di tre stelle a otto punte d'argento, e accompagnata da due gigli d'azzurro, 1.1; e alla .fascia d'argento passata sulla troncatura alias Troncato: nel 1º d'azzurro, alla fontana zampillante di due bacini, accompagnata ai lati da due alberi nodriti sul terreno, il tutto al naturale; nel 2º d'azzurro, alla banda di rosso caricata di tre stelle a otto punte d'oro, e accompagnata da due gigli d'oro, 1.1 alias Troncato: nel 1º d'azzurro, alla fontana zampillante di due bacini, accompagnata ai lati da due alberi, il tutto al naturale; nel 2º d'oro, alla banda di rosso caricata di tre stelle a otto punte d'argento, e accompagnata da due gigli dello stesso, 1.1, posti nel senso della pezza; e alla fascia d'argento passata sulla troncatura (citato in (9)) |
|        | Fontebuoni (Firenze) D'azzurro, alla fontana di due bacini d'argento, zampillante dello stesso (citato in (9)) |
|        | Fontebuoni (Pistoia) D'azzurro, al monte di tre cime d'oro, sostenuto dalla campagna di verde, attraversata da un fiume d'azzurro, posto in palo; il tutto sormontato da due stelle a otto punte d'oro, ordinate in capo (citato in (9)) |
|        | Fonti (Firenze) Di..., al ramo di rosaio di..., fiorito di un pezzo e bocciolato di due di..., nodrito su un monte di sei cime di... (citato in (9)) |
|        | Fonti (Cesena) (la blasonatura non è stata ancora caricata) (citato in BLCW) Immagine in Blasone Cesenate. |
|        | Fonzeca (Roma) d'oro, a cinque stelle a otto raggi di rosso ordinate in decusse (Immagine nell' Archivio Storico Capitolino (PDF).) |

### Fop
| Stemma | Casato e blasonatura |
| ------ | --- |
|        | Foppa (Milano) troncato d'oro e di rosso, l'oro caricato di un ramo di ciliegio al naturale, fruttato di rosso (citato in (2) – pag. 138 e in DAlena) |
|        | Foppa (Milano) Titolo: marchesi di Bolgaro (Borgo Vercelli) Troncato, d'oro al ramo d'olivo, di verde, e di rosso alias Troncato d'oro e di rosso, l'oro caricato di un ramo di più fusti fogliati di verde, fruttati da ciliegie, di rosso (citato in (11)) |

### Fora
| Stemma | Casato e blasonatura |
| ------ | --- |
|        | Foraboschi (Firenze) Di nero, a tre palle d'argento, 2.1 (citato in (9)) (DE) In Schwarz 3 silberne Scheiben, 2:1 gestellt (citato in (20)) alias Di nero, a sei palle d'argento, 3.2.1 (citato in (9)) (DE) In Schwarz 6 silberne Scheiben, 3:2:1 gestellt (citato in (20)) |
|        | Foraboschi (Toscana) (DE) In Schwarz 10 silberne Scheiben, 3:2:3:2 gestellt (citato in (20)) |
|        | Foraboschi (Toscana) (DE) In Schwarz 11 silberne Scheiben, 3:2:3:2:1 gestellt (citato in (20)) |
|        | Foraboschi Ormanni (Toscana) (DE) In Blau 6 silberne Scheiben, 1:2:2:1 gestellt (citato in (20)) |
|        | Forabosco (Asolo (Treviso)) Titolo: Nobile di azzurro alla torre al naturale, merlata alla guelfa di quattro pezzi (citato in (4) – Vol. III pag. 221) torre uscente dalla punta al naturale merlata di 4 pezzi alla guelfa su azzurro (citato in LEOM) |
|        | Forabosco (Asolo) D'azzurro al torrione al naturale merlato alla ghibellina con quattro finestre ed il portone aperti (citato in DAlena) |
|        | Forani (Roma) partito di rosso e di azzurro al drago d'oro tenente una spada d'argento guarnita d'oro, accompagnato in capo da una stella (6) d'argento; il tutto attraversante (citato in (4) – Vol. III pag. 221) drago rampante di oro spada posta in palo di argento in destra su partito di rosso e di azzurro - stella (6 raggi) di argento su partito di rosso e di azzurro in alto (citato in LEOM) |

### Forc
| Stemma | Casato e blasonatura |
| ------ | --- |
|        | Forcella (Napoli) di azzurro alla torre murata al naturale sulla campagna erbosa, addestrata da un ipsilon d'oro, e sinistrata da un leone rampante alla stessa, al naturale (citato in (4) – Vol. III pag. 223 e in (14)) torre murata al naturale su terrazzo di verde su azzurro accompagnata a sinistra da - una lettera Y maiuscola di oro sul terrazzo - a destra da un leone rampante al naturale tutto su azzurro (citato in LEOM) |
|        | Forcella (Corneto) (la blasonatura non è stata ancora caricata) (citato in DAlena) |
|        | Forcella (Asti) D'azzurro, al leone tenente una forcella, il tutto d'oro (citato in (11)) |
|        | Forcella o Forcelli (Sicilia) d'azzurro, alla torre merlata al naturale sulla campagna erbosa di verde, addestrata da una forcella o ipsilon d'oro e sinistrata da un leone al naturale rampante contro la torre alias d'azzurro, allo scorpione d'oro, posto in palo, accompagnato da quattro stelle dello stesso (citato in Mango) |
|        | Forcoli (Pisa) Di rosso, al leone d'oro, tenente in palo un tridente di nero (citato in (9)) |
|        | Forcoli Mezzoconte (Pisa) Inquartato: nel 1º e 4º di rosso, al leone d'oro, tenente in palo un tridente di nero; nel 2º e 3º partito: a/ d'oro, all'aquila dal volo abbassato di nero, uscente dalla partizione, b/ troncato di rosso e d'argento (citato in (9)) |

### Fore
| Stemma | Casato e blasonatura |
| ------ | --- |
|        | Foreri (Milano) bandato di argento e di azzurro - l'argento caricato da 6 stelle (8 raggi) di rosso poste in banda 1,3,2 (citato in LEOM) |
|        | Forese del Focile (Siena) D'oro, alla croce di sant'Andrea di losanghe accollate d'azzurro (citato in (9)) |
|        | Foresi (Firenze) D'argento, al porco passante di nero, cinghiato del campo alias D'argento, al cinghiale rampante di nero, armato e cinghiato del campo (citato in (9)) |
|        | Foresi (Firenze) D'argento, alla ruota a otto raggi di rosso (citato in (9)) |
|        | Foresi (Portoferraio) Di..., all'albero di quercia di..., nodrito sul terreno di... e attraversato al tronco da un porco passante di... (citato in (9)) |
|        | Foresi (Siena) (la blasonatura non è stata ancora caricata) (citato in BNDD) Immagine ne L'araldica sarteanese nei secoli. |
|        | Foresi da Campi (Firenze, Pistoia) Troncato: nel 1º d'oro, diaprato di rosso; nel 2º palato di sei pezzi d'oro e d'azzurro, i pezzi d'oro diaprati di rosso alias Palato di rosso e d'argento, al capo d'oro alias Troncato: nel 1º d'oro pieno; nel 2º palato di sei pezzi d'oro e di rosso alias Palato di sei pezzi di rosso e d'oro, al capo d'argento alias Palato di sei pezzi d'oro e di rosso, al capo d'argento (citato in (9)) |
|        | Foresini o Foresini Lazerus (Toscana) (DE) In Grün 1 abgerissener silberner Löwenkopf (citato in (20)) |
|        | Foresta o Floresta (Trapani) Titolo: marchese della Scaletta palato d'oro e di rosso, alla banda del secondo attraversante (citato in (4) – Vol. III pag. 225, in (12), in Mango e in (17)) alias di rosso, al mare mosso d'oro in punta e il giglio d'oro nel cuore (citato in (4) – Vol. III pag. 225, in (12) e in Mango) giglio di oro su rosso - mare mosso di oro uscente dalla punta su rosso (citato in LEOM) alias di rosso con un giglio d'oro, col mare in punta fluttuoso d'argento (citato in (17)) Corona di marchese Notizie storiche in Famiglie nobili di Sicilia. Ulteriori notizie storiche in Famiglie nobili di Sicilia. |
|        | Foresta (Cesena) (la blasonatura non è stata ancora caricata) (citato in BLCW) Immagine in Blasone Cesenate. |
|        | Foresta di Cutro (Cutro) Titolo: nobili Troncato, alla fascia in divisa d'oro. Nel primo di rosso all'aquila ascente di nero dal volo spiegato e coronata d'oro. Nel secondo bandato di azzurro e rosso di sette pezzi (citato in (12)) |
|        | Forestani (Firenze) Di..., alla fascia diminuita di..., accompagnata da tre palle di..., 1.2 alias Di..., alla fascia diminuita di..., accompagnata da tre palle di..., 2.1 alias Di..., alla fascia diminuita di..., accompagnata da tre bisanti di..., 1.2 alias Di..., alla fascia diminuita di..., accompagnata da tre bisanti di..., 2.1 (citato in (9)) |
|        | Foresti (Toscana) (DE) 5mal rot-blau gespalten und überdeckt von 1 silbernen Balken (citato in (20)) |
|        | Foresti (Brescia) fasciato di argento e di rosso - capo d'Impero (citato in LEOM) |
|        | Foresti (Brescia) fascia di rosso su troncato di azzurro e sbarrato di rosso e di argento (8 pezzi) - 7 stelle (8 raggi) di oro su azzurro poste in doppia fascia (citato in LEOM) |
|        | Forestieri troncato, a) troncato di azzurro e d'argento alla croce patente di rosso; b) di azzurro alla mezza figura di pellegrino, posta in maestà, barbuto e vestito di nero con cappello in testa e bordone nella mano destra, su cui sventola una fiamma con la scritta: Non solus (citato in (4) – Vol. III pag. 225) |
|        | Forestieri Benedetti (Senigallia) partito: nel 1º troncato, a) troncato di azzurro e d'argento alla croce patente di rosso; b) di azzurro alla mezza figura di pellegrino, posta in maestà, barbuto e vestito di nero con cappello in testa e bordone nella mano destra, su cui sventola una fiamma con la scritta: Non solus (Forestieri); nel 2º di azzurro al destrocherio movente dalla punta, in palo, vestito di rosso, con la mano di carnagione in atto di benedire con il mignolo e l'anulare chiusi e gli altri aperti, accompagnato in capo da tre stelle di sei raggi d'oro, poste in fascia (Benedetti) (citato in (4) – Vol. III pag. 225) croce di rosso su troncato di azzurro e di argento - pellegrino in maestà uscente dalla punta vestito di nero con cappello dello stesso su azzurro in destra un bordone posto in palo con bandiera svolazzante di argento su cui è la scritta "NON SOLUS" in lettere maiuscole di nero su azzurro - avambraccio destro uscente dalla punta in palo vestito di rosso con polsino di argento nell'atto di benedire con la mano di carnagione su azzurro - 3 stelle (6 raggi) di oro poste in fascia in alto su azzurro (citato in LEOM) |
|        | Forestieri Rinalducci (Fano, Bologna) partito: nel 1º troncato, a) troncato di azzurro e d'argento alla croce di rosso; b) di azzurro alla mezza figura di pellegrino, posta in maestà, barbuto e vestito di nero con cappello in testa e bordone nella mano destra, a cui è attaccata una banderuola a nastro, su cui è scritto Non solus (Forestieri); nel 2º di azzurro a sei gigli di argento posti 3, 2, 1 (Rinalducci) (citato in (4) – Vol. III pag. 227) croce di rosso su troncato di azzurro e di argento - pellegrino in maestà uscente dalla punta vestito di nero con cappello dello stesso su azzurro in destra un bordone posto in palo con bandiera svolazzante di argento su cui è la scritta "NON SOLUS" in lettere maiuscole di nero su azzurro - 6 gigli di argento posti in piramide rovesciata su azzurro (citato in LEOM) |
|        | Foresti Franzesi (Toscana) (DE) In Silber 3 blaue Schrägbalken, überdeckt von 1 goldenen Balken (citato in (20)) |
|        | Foresto (Susa) Titolo: consignori di Altessano, Reano Palato d'oro e di rosso, alla banda di azzurro, carica di una mezzaluna d'argento, posta in sbarra, attraversante Motto: Desinit ut crescit (citato in (11)) |
|        | Foretani di Spino (Pisa) Troncato d'argento e d'azzurro, al leone attraversante d'oro (citato in (9)) |

### Forg
| Stemma | Casato e blasonatura |
| ------ | --- |
|        | Forges d'oro alla fascia di rosso caricata dal motto Tria haec, ed accompagnata nel capo da un'aquila di nero al volo abbassato, e nella punta da un palo d'azzurro caricato da una foglia di palma d'argento accompagnata alla sua volta da altre due uguali foglie, una di verde e l'altra di rosso (citato in (4) – Vol. III pag. 228) |
|        | Forges Davanzati (Roma, Napoli, Milano, Trani, Palo del Colle) Titolo: patrizi di Trani partito: nel 1º d'oro alla fascia di rosso caricata dal motto Tria haec, ed accompagnata nel capo da un'aquila di nero al volo abbassato, e nella punta da un palo d'azzurro caricato da una foglia di palma d'argento accompagnata alla sua volta da altre due uguali foglie, una di verde e l'altra di rosso (Forges); nel 2º di verde al leone d'oro tenente una croce d'argento (Davanzati) (citato in (4) – Vol. III pag. 228 e in (12)) fascia di rosso caricata del motto "TRIA HAEC" in lettere maiuscole di nero su oro - aquila di nero ali abbassate su oro - 3 foglie di palma la centrale di argento su palo di azzurro e le 2 laterali di verde e di rosso su oro - leone rampante di oro croce latina di argento tra le anteriori su verde (citato in LEOM) |

### Fori
| Stemma | Casato e blasonatura |
| ------ | --- |
|        | Forini (Firenze) D'argento, a tre alberi di cipresso sradicati al naturale, ordinati uno accanto all'altro e accompagnati in punta da un monte di sei cime d'oro; e alla sbarra attraversante di rosso (citato in (9)) |

### Forl
| Stemma | Casato e blasonatura |
| ------ | --- |
|        | Forlani o Furlano (Roma) Titolo: signori di Cameriano, Pontecurone, Spineda d'azzurro al destrocherio vestito di rosso tenente tre spighe di frumento d'oro, col capo d'oro sostenuto da una fascia di rosso, caricato di una rosa dello stesso (citato in (4) – Vol. III pag. 229 e in (11)) braccio destro uscente da destra vestito di rosso afferrante con la mano di carnagione 3 spighe di oro su azzurro - rosa di rosso su oro in capo - trangla di rosso (citato in LEOM) alias d'azzurro a due torri di rosso, una accanto all'altra, sostenente ognuna un giovane nudo con spada alta nella destra al naturale 2 torri di rosso su azzurro sostenenti ognuna - un giovane nudo di carnagione con spada in palo in destra (citato in LEOM) (citato in (4) – Vol. III pag. 229) Motto: Recordare - Provide - Dispone |
|        | Forlani (Salò) una falce fra le lettere I e F (citato in Piovanelli) |
|        | Forleo (Molfetta) d'oro, allo scaglione coricato verso destra, spaccato d'azzurro e di rosso (citato in ) |
|        | Forlivesi (Cervia, Bologna) aquila di nero coronata di oro su azzurro - torre a 2 merli alla ghibellina al naturale su oro uscente dalla punta (citato in LEOM) |
|        | Forlivesi (Cesena) (la blasonatura non è stata ancora caricata) (citato in BLCW) Immagine in Blasone Cesenate. |

### Form
| Stemma | Casato e blasonatura |
| ------ | --- |
|        | Formaini (Pontremoli) D'azzurro, al cane d'oro rivolto, passante sul terreno al naturale, bailonato di una palla d'oro; il tutto accompagnato da tre stelle a otto punte dello stesso, ordinate in capo alias Di..., alla fascia di..., sostenente un cane coricato di..., bailonato di una palla di... (citato in (9), fasc. 5620) |
|        | Formentini (Pordenone, Gorizia, Rorai di Porcia, Innsbruck) Titol. Conte partito: a) di argento a tre maialetti al naturale, l'uno sopra l'altro, quello di mezzo carico di un palo d'argento; b) d'argento alla fascia di rosso (citato in (4) – Vol. III pag. 230) 3 maiali al naturale passanti posti un sull'altro quello centrale fasciato di argento su argento - fascia di rosso su argento (citato in LEOM) Cimiero: il volo di nero, carico d'una fascia d'argento, armato d'oro |
|        | Formentini (Pordenone, Gorizia) 3 maiali al naturale un sull'altro su azzurro quello centrale cinghiato di argento - fascia di azzurro su argento (citato in LEOM) |
|        | Formento Titolo: consignori di Torre Uzzone D'azzurro, a tre spighe di frumento d'oro, appuntate e nutrite nella punta dello scudo, con il capo d'oro, carico di un'aquila coronata, di nero (citato in (11)) |
|        | Formica (Messina) di rosso, alla sbarra d'oro caricata di 3 formiche di nero (citato in (2) – pag. 271, in DAlena e in Mango) |
|        | Formica (Molise) (la blasonatura non è stata ancora caricata) (citato in DAlena) |
|        | Formica (Sicilia) (d'azzurro, alla sbarra d'oro carica di 6 formiche di nero) (citato in Mango) |
|        | Formica (Sicilia) Titolo: barone (d'argento, seminato di formiche di nero, con l'addome d'oro, rovesciate) (citato in Mango) d'argento, seminato di formiche di nero conducenti grani di frumento (citato in (17)) Corona di barone Notizie storiche in Famiglie nobili di Sicilia. |
|        | Formiconi (Firenze) d'azzurro, alla banda abbassata d'oro caricata di 3 formiche di nero poste nel senso della banda (citato in (2) – pag. 271 e in DAlena) |
|        | Formiconi (Firenze) D'oro, alla banda d'azzurro caricata di tre gigli del campo posti nel senso della pezza, e accostata da due formiche di nero, pure nel senso della pezza alias D'oro, alla banda d'azzurro caricata di tre gigli del campo, posti nel senso della pezza, e accostata da sei formiche di nero, 3.3, pure poste nel senso della pezza (citato in (9)) |
|        | Formiconi (Toscana) (DE) In Gold 1 blauer Schrägbalken, der Figur nach belegt mit 3 silbernen Lilien und an Ort- und Fußstelle begleitet von je 1 achtstrahligen blauen Stern (citato in (20)) |
|        | Formiconi (Toscana) (DE) In Silber 1 blauer Schrägbalken, senkrecht zur Figur belegt mit 3 schwarzen Ameisen und an Ort- und Fußstelle begleitet von je 1 achtstrahligen blauen Stern (citato in (20)) |
|        | Formiconi (Toscana) (DE) In Gold 1 blauer Schrägbalken, der Figur nach belegt mit 3 goldenen Lilien und beidseitig begleitet von je 3 2:1 schräggestellten schwarzen Ameisen (citato in (20)) |
|        | Formiconi (Toscana) (DE) In Gold 1 blauer Schrägbalken, der Figur nach belegt mit 3 silbernen Lilien und an Ort- und Fußstelle begleitet von je 1 senkrecht gestellten schwarzen Ameise (citato in (20)) |
|        | Formiconi (Toscana) (DE) In Gold 1 blauer Balken, begleitet oben von 2, unten von 1 blauen Ring (citato in (20)) |
|        | Formiconi (Toscana) (DE) In Blau 1 roter Balken, beidseitig begleitet von je 3 1:2 gestellten silbernen Scheiben (citato in (20)) |
|        | Formigli (Livorno) d'oro al giglio di rosso posto in capo ed alla rotella d'argento caricata di un croce piena di rosso posta in punta (citato in (4) – Vol. III pag. 232) giglio fiorito di rosso su oro sovrastante - una rotella di argento crociata di rosso su oro (citato in LEOM) |
|        | Formigli (Fiesole) D'oro, alla palla d'argento caricata della croce di rosso (o scudetto rotondo del Popolo fiorentino), sormontata da un giglio bottonato di rosso (citato in (9)) |
|        | Formigli (Firenze) D'azzurro, alla rotella d'argento caricata della croce di rosso (scudetto rotondo del Popolo fiorentino), sormontato da un giglio bottonato di rosso (citato in (9)) |
|        | Formigli (Toscana) (DE) In Silber 1 mit 1 silbernen Kreuz belegte blaue Scheibe in der Ortstelle (citato in (20)) |
|        | Formigli delle Stelle (Toscana) (DE) In Gold 1 mit 1 silbernen Kreuz belegte blaue Scheibe, oben begleitet von 1 roten Lilie (citato in (20)) |

### Forn
| Stemma | Casato e blasonatura |
| ------ | --- |
|        | Fornaca (Asti) Titolo: conti di Sessant Troncato, al 1° d'azzurro a tre stelle d'argento, male ordinate, al 2° d'argento a due fornaci al naturale, disposte in fascia (citato in (11)) |
|        | Fornaca (Torino) 3 stelle (6 raggi) di oro poste 1,2 su azzurro - 2 fornaci di nero infiammate di rosso su ristretto al naturale su argento (citato in LEOM) |
|        | Fornaciari (Pisa) Trinciato d'oro e d'argento, all'aquila dal volo abbassato di nero posta nel 1º, e alla banda di rosso passata sulla trinciatura (citato in (9)) |
|        | Fornara (Milano) Grifone (citato in DAlena) |
|        | Fornari (Pisa) D'argento, alla rotella di rosso, caricata di un leone del campo (citato in (9)) |
|        | Fornari (Molfetta) spaccato, di rosso e di nero, nel 1° un levriero passante d'argento, nel 2° uno scaglione d'oro accompagnato da 3 stelle dello stesso Motto: Finché venga (citato in DAlena e in ) |
|        | Fornari (Asolo) D'argento al fiore gambuto di (…) al naturale dalla cui corolla si dipartono tre spighe d'oro (citato in DAlena) |
|        | Fornari o De Fornari (Ovada) Scaglionato di rosso e d'argento; col capo contrappuntato d'azzurro pieno (citato in (30)) |
|        | Fornaris (Guarene, Canale, Torino) D'argento, a tre bocche da forno, chiuse, di rosso, 2, 1 (citato in (11)) |
|        | Fornaro (Chioggia) (la blasonatura non è stata ancora caricata) (citato in Araldica gentilizia (archiviato dall'url originale il 4 marzo 2016).) |
|        | Fornasero o Fornaseri (Rivoli) Troncato, d'azzurro, alla stella (8) d'oro, e d'oro, a tre rombi di rosso Motto: In fato laetus (citato in (11)) |
|        | Fornazza (Siena) Di rosso, a due alberi sradicati di verde (citato in (9)) |
|        | Forneri o Forneris o Fornero (Savigliano, Racconigi, Saluzzo) D'azzurro alla mezzaluna d'argento, montante, sormontata da una stella d'oro alias D'azzurro alla mezzaluna d'oro, montante, sormontata da una stella d'argento Motto: Solo Dei lumine (citato in (11)) |
|        | Forni (Livorno) d'azzurro alla casa al naturale in preda alle fiamme posta sulla campagna di verde; al capo cucito d'azzurro caricato di 3 stelle di 8 raggi d'oro, male ordinate (citato in (4) – Vol. III pag. 233) Di cielo, alla casa incendiata fondata sul terreno, il tutto al naturale, e al capo cucito d'azzurro, caricato di tre stelle a otto punte d'oro (citato in (9)) casa al naturale tegolata di rosso in preda alla fiamme su terrazzo di verde su azzurro - 3 stelle (8 raggi) di oro poste 1,2 su azzurro in capo (citato in LEOM) |
|        | Forni (Milano) inquartato: nel 1º e 4º d'azzurro a due leoni affrontati d'oro, sostenenti con le branche un alveare d'argento; nel 2º e 3º d'argento a tre caprioli d'azzurro (citato in (4) – Vol. III pag. 233) 2 leoni controrampanti di oro tenenti con le zampe anteriori un'arnia (alveare) di argento su azzurro - 3 scaglioni di azzurro su argento (citato in LEOM) |
|        | Forni di azzurro alla fascia di cinque losanghe, delle quali le due esterne dimezzate, accompagnate da tre stelle (6), il tutto d'oro (citato in (4) – Vol. III pag. 233) |
|        | Forni o Forno o Furno (Torino) d'azzurro, alla fascia formata da due rombi e due mezzi d'oro, accompagnati da tre stelle dello stesso (citato in (19)) alias una fascia di lose (losanghe ?) d'oro, accompagnata da tre stelle di sei raggi d'argento, 2 in capo e 1 in punta, in campo azzurro (citato in (19)) Motto: Mens agitat mole |
|        | Forni e Forni Cervaroli (Modena) di azzurro, partito da un filetto di nero; nel 1º alla fascia di cinque losanghe, delle quali le due esterne dimezzate, accompagnate da tre stelle (6), il tutto d'oro (Forni); nel 2º al cervo ritto sulla cima di un monte di sei colli (1, 2, 3) all'italiana e sormontato da tre stelle (6) ordinate in fascia, il tutto d'oro (Cervaroli) (citato in (4) – Vol. III pag. 233) Cimiero: un drago di verde, uscente, tenente in bocca un dardo di rosso                                                             |
|        | Forni e Forni Cervaroli (Modena) filetto in palo di nero su azzurro - fascia formata da 3 losanghe e 2 mezze di oro su azzurro accompagnata da - 3 stelle (6 raggi) di oro poste 2,1 su azzurro - cervo rampante di oro su monte a 6 cime dello stesso uscente dalla punta su azzurro - 3 stelle (6 raggi) di oro poste in fascia in alto su azzurro (citato in LEOM) |
|        | Forni o Forno o Furno (Sicilia) Titolo: barone della Tavola d'argento, a tre fasce di rosso (citato in Mango e in (17)) Corona di barone Notizie storiche in Famiglie nobili di Sicilia. |
|        | Forno (Torino) Titolo: consignori di Giaveno D'azzurro, al castello d'argento, aperto e coperto di rosso, sormontato da due stelle d'oro Motto: Serva mandata (citato in (11)) |

### Foro
| Stemma | Casato e blasonatura                                                                          |
| ------ | --------------------------------------------------------------------------------------------- |
|        | Forovecchi (Pisa) D'azzurro, alla banda d'oro caricata di tre palle del campo (citato in (9)) |

### Fort
| Stemma | Casato e blasonatura |
| ------ | --- |
|        | Fort (Piemonte, Nizzardo ?) Titolo: consignori di Pietrafuoco D'azzurro, al leone, tenente con la zampa anteriore destra una mazza d'arciere, il tutto d'oro (citato in (11)) |
|        | Forte (Napoletano) (la blasonatura non è stata ancora caricata) (citato in (14)) |
|        | Fortebracci (Montone (Perugia)) di oro al montone di nero nascente (citato in (4) – Vol. III pag. 235) montone rampante nascente dalla punta di nero su oro (citato in LEOM) Cimiero: il montone uscente |
|        | Fortebracci o Fortebracci del Lion Nero (Toscana) (DE) In Gold 1 silberbewehrter schwarzer Widder (citato in (20)) |
|        | Fortebracci da Montone (Firenze) D'oro, al montone saliente reciso di nero, cornato d'argento (citato in (9)) |
|        | Forteguerra e Forteguerri partito d'oro e di vaio, di sei file (citato in (4) - Vol. II pag 81 e in (5) – pag. 146) |
|        | Forteguerra (Lucca) D'oro, al leone d'azzurro tenente in palo una mazza d'arme dello stesso (citato in (9)) |
|        | Forteguerri (Pistoia, Siena) Partito d'oro e di vaio (citato in (9)) |
|        | Forteguerri (Pistoia) Partito d'oro e di vaio in palo (Immagine nella Raccolta stemmi Trippini (JPG).) |
|        | Forteguerri (Pistoia) (DE) Gespalten: Rechts ledig gold, links in Pfahlfeh (citato in (20)) |
|        | Forti (Torino) di azzurro alla torre di argento accompagnata in capo da una cometa dello stesso ondeggiante in fascia, ed in punta da un monte di tre cime di verde all'italiana (citato in (4) – Vol. III pag. 236) torre di argento accompagnata in capo da - cometa dello stesso posta in fascia coda a destra su azzurro - monte a 3 cime di verde uscente dalla punta su azzurro (citato in LEOM) |
|        | Forti (Arezzo) d'azzurro a due leoni d'oro linguati di rosso, affrontati e controrampanti alla rovere al naturale terrazzata di verde (citato in (4) – Vol. III pag. 236) D'azzurro, all'albero di quercia nodrito sul terreno, il tutto al naturale, sostenuto da due leoni d'oro (citato in (9)) albero di quercia al naturale su terrazzo di verde su azzurro affiancata da - 2 leoni controrampanti di oro su azzurro (citato in LEOM) |
|        | Forti (Pescia) d'oro alla fascia centrata di rosso, ad un lupo uscente di nero movente dalla fascia (citato in (4) – Vol. III pag. 236) fascia convessa di rosso su oro - lupo rampante nascente dalla fascia di nero su oro (citato in LEOM) |
|        | Forti (Pescia) D'oro, alla fascia di rosso, accompagnata da un lupo rapace di nero, nascente dalla fascia stessa (citato in (9)) (DE) In Gold 1 roter Balken, oben besetzt mit 1 wachsenden schwarzen Hund (citato in (20)) |
|        | Forti (Pescia) d'oro alla fascia centrata di rosso, cavallo rivoltato uscente di nero movente dalla fascia (Immagine nella Raccolta stemmi Trippini (JPG).) |
|        | Forti (Volterra, Firenze) D'azzurro, al leone d'oro tenente alla bocca con le due branche anteriori un corno da caccia dello stesso (citato in (9)) (DE) In Blau 1 rotgezungter goldener Löwe, 1 goldenes Horn haltend (citato in (20)) |
|        | Forti (Siena) Troncato: nel 1º d'azzurro, al crescente montante d'oro; nel 2º d'oro, alla testa d'aquila di nero alias Troncato: nel 1º d'azzurro, al crescente montante d'oro; nel 2º d'oro, alla testa d'aquila di nero, alla fascia di..., passata sulla troncatura (citato in (9)) |
|        | Forti (Cesena) (la blasonatura non è stata ancora caricata) (citato in BLCW) Immagine in Blasone Cesenate. |
|        | Fortiboni (Cesena) (la blasonatura non è stata ancora caricata) (citato in BLCW) Immagine in Blasone Cesenate. |
|        | Fortiguerra (Toscana, Bitonto, Rutigliano) Titolo: nobile partito: nel 1º d'oro, nel 2º di vaio pieno (citato in (29)) |
|        | Fortini (Pisa) troncato di azzurro e di rosso, al delfino d'argento accompagnato in capo da una cometa di 8 raggi d'oro ondeggiante in palo, e in punta da 3 rose d'argento gambute di verde, 2 ai lati e 1 in punta (citato in (4) – Vol. III pag. 236) Troncato d'azzurro e di rosso, al delfino attraversante in palo d'argento, sormontato da una cometa d'oro, e accompagnato nel secondo da tre rami di rosaio di verde, ciascuno fiorito di un pezzo d'argento, 2.1 (citato in (9)) delfino di argento posto in palo coda rivolta verso l'alto su troncato di azzurro e di rosso - cometa di oro posta in palo in alto su azzurro - 3 rose di argento stelate e fogliate di verde poste 2,1 in basso su rosso (citato in LEOM) |
|        | Fortini (Firenze) Troncato d'azzurro e d'oro, al delfino guizzante in palo attraversante dell'uno all'altro alias Troncato d'azzurro e d'oro, al delfino guizzante in palo attraversante dell'uno all'altro, con il capo di Leone X (citato in (9)) |
|        | Fortini (Toscana) (DE) In 1 mit 1 blauen Schildhaupt belegten goldenen Feld 1 Delphin in verwechselten Tinkturen (citato in (20)) |
|        | Fortini (Toscana) (DE) Unter 1 silbernen Schildhaupt, darin 1 mit 1 goldenen Lilie belegte blaue Scheibe zwischen den schwarzen Majuskelbuchstaben L und X, in 1 mit 1 blauen Schildhaupt belegten goldenen Feld 1 Delphin in verwechselten Tinkturen (citato in (20)) |
|        | Fortini (Siena) D'oro, alla colonna al naturale infiammata di rosso, e al capo d'azzurro caricato di un leone leopardito d'oro, e sostenuto dalla fascia diminuita e alzata di rosso, caricata di tre stelle a sei punte d'oro alias D'azzurro, alla colonna d'argento infiammata di rosso, e al capo del campo, caricato di un leone leopardito d'oro, e sostenuto dalla fascia diminuita e alzata di rosso, caricata di tre stelle a sei punte d'oro (citato in (9)) |
|        | Fortini del Giglio (Firenze) D'azzurro, a tre piante di giglio da giardino, ciascuna fiorita di tre pezzi al naturale, nodrite sulle tre cime di un monte di tre cime d'oro; il tutto abbassato sotto il capo cucito d'Angiò (citato in (9)) |
|        | Fortucci (Firenze) D'azzurro, alla banda d'argento caricata di tre gigli di rosso posti nel senso della pezza, e accompagnata da due stelle a otto punte d'oro, 1.1 (citato in (9)) |
|        | Fortunato (Sant'Arcangelo di Lucania) D'argento, alla fascia di rosso caricata di tre stelle d'oro a cinque raggi, col mare al naturale movente sulla punta. (citato in Dizionario Storico-Blasonico di G.B. di Crollalanza, Pisa 1886-88 e in Gens Catherina de terra Balii di Caterini Carlo. Edizioni Scientifiche Calabresi. Rende 2009). |

### Forz
| Stemma | Casato e blasonatura |
| ------ | --- |
|        | Forzat (Padova) fascia al bordo superiore in nebulosa allargata di 3 pezzi di verde su argento - il centrale cimato da una croce di Lorena (patriarcale) di oro su argento (citato in LEOM) |
|        | Forzetti (Firenze) D'azzurro, alla croce d'argento (citato in (9)) |
|        | Forziroli o Albergheti (Modena, Ferrara) (la blasonatura non è stata ancora caricata) (citato in UNFE) Immagine nella Biblioteca Estense Universitaria (id. 842). |
|        | Forzirolli Alberghetti (Modena) (la blasonatura non è stata ancora caricata) (citato in UNFE) Immagine nella Biblioteca Estense Universitaria (id. 1344). |
|        | Forzoni Accolti (Arezzo) fasciato d'oro e di rosso di 4 pezzi, la seconda fascia caricata di 3 gigli d'oro; alla bordura d'azzurro caricata di 8 stelle di 8 raggi d'oro (citato in (4) – Vol. III pag. 237) fasciato di oro e di rosso (4 pezzi) la prima fascia di rosso caricata di 3 gigli di oro posti in fascia - bordura di azzurro caricata da 8 stelle (8 raggi) di oro (citato in LEOM) |
|        | Forzoni Accolti (Arezzo, Firenze) Di rosso, alla fascia d'azzurro bordata d'oro, caricata di tre gigli dello stesso; e alla bordura d'azzurro, caricata di otto stelle a otto punte d'oro alias Fasciato di quattro pezzi d'argento e di rosso, a tre gigli d'oro nel secondo pezzo; e alla bordura d'azzurro, caricata di otto stelle a sei punte d'oro alias Fasciato di quattro pezzi d'argento e di rosso, a tre gigli d'oro nel secondo pezzo; e alla bordura d'azzurro, caricata di otto stelle a otto punte d'oro alias Fasciato di quattro pezzi d'oro e di rosso, a tre gigli d'oro nel secondo pezzo; e alla bordura d'azzurro, caricata di otto stelle a sei punte d'oro alias Fasciato di quattro pezzi d'oro e di rosso, a tre gigli d'oro nel secondo pezzo; e alla bordura d'azzurro, caricata di otto stelle a otto punte d'oro (citato in (9)) |

### Fos
| Stemma | Casato e blasonatura |
| ------ | --- |
|        | Foscarari (Bologna) scaccato di rosso e d'oro, di 64 pezzi; al capo d'Angiò (citato in (6) – pag. 323) |
|        | Foscari semipartito d'azzurro, al leone di S. Marco e d'argento, troncato d'oro (citato in (5) – pag. 158) |
|        | Foscari (Cesena) (la blasonatura non è stata ancora caricata) (citato in BLCW) Immagine in Blasone Cesenate. |
|        | Foscari (Venezia, Firenze) Titoli: Nobile, Conte di Noventa e Zellarino troncato: 1º partito: a) di rosso al leone d'oro passante aureolato dello stesso e tenente con la zampa destra anteriore il libro aperto dell'Evangelo, d'argento; b) d'argento pieno; 2º d'oro pieno (citato in (4) – Vol. III pag. 238) semipartito troncato di rosso di argento e di oro - leone di San Marco di oro su rosso (citato in LEOM) |
|        | Foscarini (Venezia) d'oro, alla banda di fusi accollati d'azzurro (citato in CROL – pag. 14) |
|        | Foscarini (Sicilia) d'oro, con un leone di nero (citato in (17)) Notizie storiche in Famiglie nobili di Sicilia. |
|        | Foschi (Siena) Di nero, alla fascia diminuita composta di rosso e d'argento (citato in (9)) |
|        | Foschi (Roma) (la blasonatura non è stata ancora caricata) (Immagine nell' Archivio Storico Capitolino (PDF).) |
|        | Foschi (Cesena) (la blasonatura non è stata ancora caricata) (citato in BLCW) Immagine in Blasone Cesenate. |
|        | Foschi (Cesena) (la blasonatura non è stata ancora caricata) (citato in BLCW) Immagine in Blasone Cesenate. |
|        | Foschi (Cesena) (la blasonatura non è stata ancora caricata) (citato in BLCW) Immagine in Blasone Cesenate. |
|        | Foschini (Massalombarda) imbuto in palo di argento su azzurro - sole radiato di oro in alto su azzurro (citato in LEOM) d'azzurro, all'imbuto d'argento, accompagnato in capo da un sole d'oro |
|        | Foscolo (Oderzo (Treviso), Venezia) Titoli: N.U.N.D., Patrizio veneto di rosso alla fascia d'argento (citato in (4) – Vol. III pag. 239) fascia di argento su rosso (citato in LEOM) |
|        | Foscolo (Torino) Titoli: N.U.N.D., Patrizio veneto, Conte di rosso alla fascia d'argento (citato in (4) – Vol. III pag. 239) fascia di argento su rosso (citato in LEOM) |
|        | Foscolo (Ferrara, Venezia) Titoli: Nobile di rosso alla fascia d'argento (citato in (4) – Vol. III pag. 239) fascia di argento su rosso (citato in LEOM) |
|        | Foscolo (Venezia) ramo di alloro di verde su banda di oro su azzurro accompagnata da - in alto a destra un gallo di oro crestato di rosso e in basso a sinistra da - una lampada di oro accesa di rosso (citato in LEOM) |
|        | Fossa (Jesi) d'azzurro a tre bande di argento accompagnate in capo da una stella di sei raggi d'oro (citato in (4) – Vol. III pag. 240) 3 bande di argento su azzurro - stella (6 raggi) di oro in alto a destra su azzurro (citato in LEOM) |
|        | Fossa (Jesi) 3 bande ondate di argento su azzurro - stella (6 raggi) di oro in alto a destra su azzurro (citato in LEOM) |
|        | Fossa (Reggio Emilia, Bibbiano, Torino, Alba, Roma, Milano) di nero a tre pali di argento (citato in (4) – Vol. III) 3 pali di argento su nero (citato in LEOM) |
|        | Fossa (Torino) Inquartato d'oro e d'azzurro Motto: In te Domine confido (citato in (11)) |
|        | Fossati (Milano, Piacenza) inquartato: di rosso e di argento a tre stelle di 8 raggi poste due in capo dell'uno nell'altro ed una in punta dell'uno all'altro (citato in (4) – Vol. III pag. 242) inquartato di rosso e di argento - 3 stelle (8 raggi) poste 2,1 a sinistra di argento su rosso a destra di rosso su argento e in basso partita di rosso e di argento su partito di argento e di rosso (citato in LEOM) Cimiero: la figura di un frate cappuccino, con barba bianca senza mantello, incappucciato, tenente con la destra una stella di 8 raggi di rosso |
|        | Fossati (Valsesia, Novara, Milano) Titolo: conti, patrizi milanesi inquartato di argento e di rosso a tre stelle (8) dell'uno nell'altro, e la terza dall'uno all'altro (citato in (4) – Vol. III pag. 243 e in (11)) |
|        | Fossati (Novara, Milano) inquartato di rosso e di argento 2 stelle (8 raggi) di argento sul rosso poste in banda e 2 stelle (8 raggi) di rosso poste in sbarra sull'argento (citato in LEOM) |
|        | Fossati (Pescia) Di..., al monte di sei cime di..., sostenente un'aquila dal volo spiegato di..., coronata di... (citato in (9)) |
|        | Fossati de Regibus Cacciapiatti (Milano) inquartato: al 1º e 4º di De Regibus, che è d'azzurro a tre coppe coronate e male ordinate, sormontate da una cometa accodata e da due stelle (6), il tutto d'oro; al 2º e 3º di Fossati, che è controinquartato di argento e di rosso a tre stelle (8) dell'uno nell'altro, e la terza dall'uno all'altro (citato in (4) – Vol. III pag. 243 e in (11)) 3 coppe coronate di oro poste 1,2 in basso su azzurro sormontate da - cometa di oro posta in palo affiancata in alto da - 2 stelle (6 raggi) di oro poste in fascia su azzurro - inquartato di rosso e di argento - 3 stelle (8 raggi) poste 2,1 a sinistra di argento su rosso a destra di rosso su argento e in basso partita di rosso e di argento su partito di argento e di rosso (citato in LEOM) alias partito di De Regibus e di Cacciapiatti, che è fasciato di rosso e d'argento, e di Fossati sul tutto (citato in (4) – Vol. III pag. 243) 3 stelle (8 raggi) poste 2,1 a sinistra di argento su rosso a destra di rosso su argento e in basso partita di rosso e di argento su partito di argento e di rosso su scudetto inquartato di argento e di rosso su - 3 coppe coronate di oro poste 1,2 in basso su azzurro sormontate da - cometa di oro posta in palo affiancata in alto da - 2 stelle (6 raggi) di oro poste in fascia su azzurro - fasciato di rosso e di argento (citato in LEOM) Cimiero: il vecchio, barbuto, vestito ed incappucciato di nero, nascente, tenente colla destra una stella (8) di rosso e la sinistra appoggiata al fianco |
|        | Fossati e Fossati Reyneri (Genova, Polonghera, Torino) Titolo: conti partito: il 1º di rosso, al vaso d'oro, col pino di verde, nodrito nel medesimo e accostato da due leoni d'oro, affrontati; il 2º inquartato d'azzurro e d'argento a tre stelle (8) dell'uno nell'altro e la terza dell'uno all'altro (citato in (4) – Vol. III pag. 244 e in (11)) albero abete (pino) di verde posto in un vaso di oro affiancato da - 2 leoni controrampanti dello stesso su rosso - 3 stelle (8 raggi) poste 2,1 a sinistra di argento su azzurro a destra di azzurro su argento e in basso partita di azzurro e di argento su partito di argento e di azzurro (citato in LEOM) Svolazzi (di concessione): di argento, di rosso, di verde. Per il secondo ramo comitale Motto: Durantes vincunt |
|        | Fossi (Firenze) di oro all'aquila spiegata di nero sulla fascia abbassata in divisa d'argento, al cantone franco dello stesso caricato di una porta di rosso aperta del campo, alla campagna di rosso caricata di una pannocchia granturco granita d'oro e gambuta di verde, posta in fascia (citato in (4) – Vol. III pag. 245) aquila di nero su - fascia abbassata in divisa di argento su oro - quartier franco di argento a sinistra caricato di una porta di rosso - campagna di rosso caricata da una pannocchia di granturco di oro posta in fascia stelo a sinistra (citato in LEOM) |
|        | Fossi (Fiesole, Firenze) Troncato: nel 1º d'oro, all'aquila dal volo abbassato di nero; nel 2º d'argento, alla fascia di rosso caricata di un rametto di cedro fruttato d'oro, posto rivolto nel senso della pezza; e al quarto franco d'argento, caricato di una porta di rosso, chiusa dello stesso (citato in (9)) aquila di nero ali abbassate su oro - porta chiusa di rosso su quartier franco in alto a sinistra di argento - ramo di cedro al naturale su fascia di rosso su argento (citato in LEOM) alias D'oro, alla fascia diminuita e abbassata d'argento, sostenente un'aquila dal volo abbassato di nero, e alla campagna di rosso, caricata di un rametto di cedro di verde, fruttato d'oro, rivolto; talvolta al quarto franco d'argento, caricato di una porta di rosso, chiusa dello stesso (citato in (9)) |
|        | Fossi (Toscana) (DE) 1 geteilter Balken, unten belegt mit 1 Pflanzenstengel, oben begleitet von 1 Adler, und 1 mit 1 Tor belegtes rechtes Obereck (citato in (20)) |
|        | Fossiloi (Francia) D'azzurro con 3 terze d'oro poste in fascia (citato in DAlena) |
|        | Fosso o Del Fosso (Sicilia) d'azzurro, alla banda d'oro, accompagnata da due ricci al naturale (citato in Mango) |
|        | Fossombroni (Firenze) d'azzurro al castello d'argento torricellato di tre pezzi, aperto d'oro, accompagnato in punta da un giglio dello stesso (citato in (4) – Vol. III pag. 245) castello a 3 torri la centrale più alta merlato alla ghibellina di argento porta aperta di oro su azzurro - giglio di oro in basso su azzurro (citato in LEOM) |
|        | Fossombroni (Arezzo) D'azzurro, al castello torricellato di tre pezzi d'argento, chiuso d'oro, accompagnato in punta da un giglio pure d'oro alias D'azzurro, al castello torricellato di tre pezzi d'argento, chiuso d'oro, accompagnato in punta da un giglio pure d'oro; al quarto franco d'azzurro, caricato di uno specchio d'oro in palo, intorno al quale si attorciglia un serpente d'argento (citato in (9)) |

### Fot
| Stemma | Casato e blasonatura |
| ------ | --- |
|        | Foti (Messina) Titolo: marchese di Inardo o San Leonardo, barone del Rotolo troncato d'oro e di nero, con quattro catene moventi dagli angoli dello scudo, legate nel cuore ad un anello dell'uno nell'altro (citato in (4) – Vol. III pag. 246, in (12), in Mango e in (17)) diviso d'oro e di nero, con quattro catene moventi da quattro angoli dello scudo, e legate nel cuore ad un anello, dell'uno all'altro (citato in (17)) 4 catene uscenti dagli angoli dello scudo unite in cuore ad un anello il tutto troncato di nero e di oro su troncato di oro e di nero (citato in LEOM) Corona di marchese Notizie storiche in Famiglie nobili di Sicilia. Ulteriori notizie storiche in Famiglie nobili di Sicilia. |